# Penthimia americana
Penthimia americana är en insektsart som beskrevs av Fitch 1851. Penthimia americana ingår i släktet Penthimia och familjen dvärgstritar. Inga underarter finns listade i Catalogue of Life.